# Francesco Gasparini
Francesco Gasparini (Camaiore, Gran Ducado de Toscana, 19 de marzo de 1661 - Roma, Estados Pontificios, 22 de marzo de 1727) fue un compositor italiano del Barroco.

## Biografía
Fue discípulo en Roma de Arcangelo Corelliy de Bernardo Pasquini.
Ocupó el puesto de maestro del coro en el Ospedale della Pietá de Venecia durante 13 años desde 1700 hasta 1713. En 1717 fue nombrado maestro de capilla de San Lorenzo in Lucina de Roma y, en 1725, de la capilla de Letrán. Entre sus alumnos estaban Benedetto Marcello y Johann Quantz.
Gasparini fue uno de los compositores más fecundos y apreciados de su época. Escribió 60 óperas e intermezzos para la mayoría de los teatros de Roma y Venecia. Sus óperas figuraron entre las primeras obras italianas representadas en Londres. También se le deben numerosos motetes, salmos, oratorios, cantatas y misas, y sobre todo un tratado de acompañamiento, L’Armonico práctico al Cimbalo (Venecia, 1708), que fue utilizado en Italia hasta el siglo XIX.